# Cornaje
El cornaje es un ruido respiratorio anormal que consiste en una inspiración ruda, a manera de silbido fuerte y perceptible a distancia, acompañado a menudo de alteración de la voz y casi siempre de disnea y un estremecimiento apreciable con el dedo colocado en la laringe.
Depende de todas las causas que producen una estrechez en las vías respiratorias superiores y así pueden provocarlo la compresión tráqueo-bronquial (el edema), el espasmo de la glotis, un cuerpo extraño en la laringe, etc. En la difteria laríngea el cornaje es uno de los síntomas más preciosos para indicar la urgencia de la traqueotomía o la intubación.